# SVT2
SVT2はスウェーデン・テレビの主要チャンネル。1956年開局。

## 概要
SVT2は1969年にスウェーデン・ラジオのテレビ第2チャンネルとして開局。当時の名称はTV2であった。主な番組としてはサーミ語、フィンランド語、スウェーデン手話の番組や、映画も放映されている。

## 主な番組
- マネーの虎（Draknästet）
- Hockeykväll（スポーツ情報番組）
- Ođđasat（NRK、YLEとの共同制作番組）
- Vem vet mest?（クイズ番組）
- Aktuellt（ニュース番組）